# Saint-Samson-sur-Rance
Saint-Samson-sur-Rance (bretonisch Sant-Samzun) ist eine französische Gemeinde mit 1.630 Einwohnern (Stand 1. Januar 2022) im Département Côtes-d’Armor in der Region Bretagne. Sie gehört zum Arrondissement Dinan und zum Kanton Pleslin-Trigavou. Die Bewohner nennen sich Samsonnais(es).

## Geografie
Saint-Samson-sur-Rance liegt etwa 17 Kilometer südlich von Saint-Malo im Nordosten des Départements Côtes-d’Armor.
Im Gemeindegebiet steht der Menhir de la Tremblais.

## Bevölkerungsentwicklung
| Jahr                       | 1793 | 1851 | 1891 | 1962 | 1968 | 1975 | 1982 | 1990 | 1999 | 2006 | 2012 |
| Einwohner                  | 449  | 691  | 711  | 494  | 477  | 548  | 874  | 1180 | 1151 | 1429 | 1531 |
| Quellen: Cassini und INSEE |      |      |      |      |      |      |      |      |      |      |      |

## Sehenswürdigkeiten

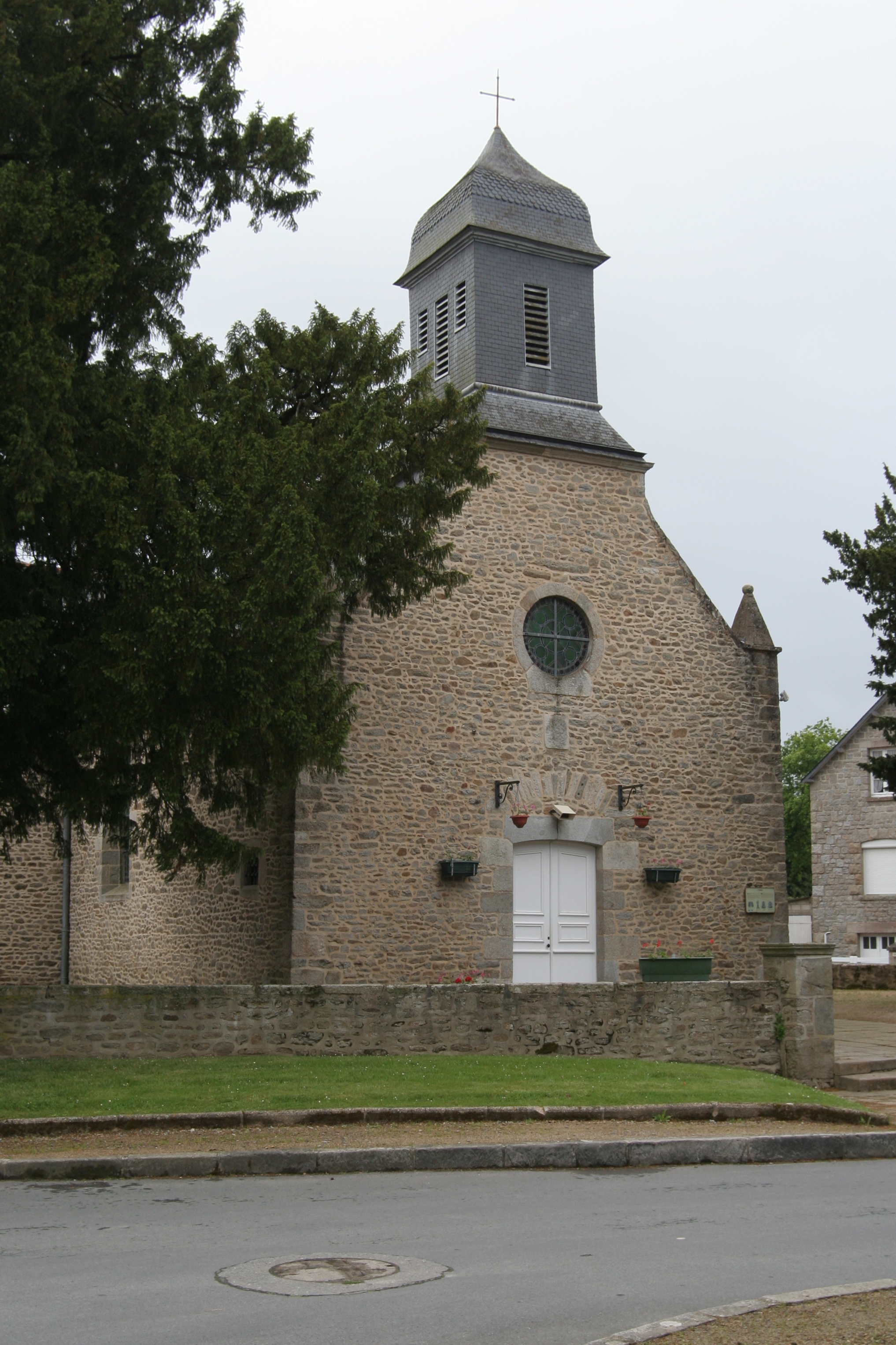
Kirche Saint-Samson

Siehe auch: Liste der Monuments historiques in Saint-Samson-sur-Rance